# Первомайское (Аннинский район)
Первомайское — посёлок в Аннинском районе Воронежской области России.
Входит в состав Мосоловского сельского поселения.

## Население
| 2000 | 2005 | 2010 |
| ---- | ---- | ---- |
| 85   | ↗88  | ↘59  |

## География

### Улицы
- ул. Морская,
- ул. Садовая.